# Parapercis ramsayi
Parapercis ramsayi är en fiskart som först beskrevs av Steindachner, 1883.  Parapercis ramsayi ingår i släktet Parapercis och familjen Pinguipedidae. Inga underarter finns listade i Catalogue of Life.